# Etnikai vallás
Az etnikai vallások  olyan vallás vagy meggyőződés, amely az öröklődéshez és egy adott etnikai csoporthoz kapcsolódik. Az etnikai vallásokat gyakran megkülönböztetik az egyetemes vallásoktól, például a kereszténységtől vagy az iszlámtól, amelyeknek nincs etnikai, nemzeti vagy faji korlátja. A kifejezés főként az afrikai, dél-amerikai és ázsiai vallási közösségek hiedelmeit és gyakorlatait jelöli, amelyeket a közös származás és/vagy a hasonló kultúra, szokások és nyelv köti össze; megkülönböztetve őket más vallásoktól.
Elavult megnevezései: törzsi vallások vagy bennszülött vallások. Korábbi, még ennél is pontatlanabb megnevezései: természeti vallások vagy primitív vallások. Ma nemzetközileg egyre inkább az etnikai vallás megjelölést használják, amelyet nem szabad összekeverni az etnikai-vallási csoportokkal (pl. perzsa zoroasztriánusok).

## Jellemzők
Az e vallásoknak tulajdonított sajátosságok közül sok bizonyult a közelebbi megismerés nyomán tévedésnek, például az ősök tisztelete.  A velük kapcsolatos feltevések közül a leginkább tárgyszerű az animizmus, vagyis az a felfogás, mely szerint mindent valamilyen lélek jár át. 
Jellemzőjük, hogy a vallás egy kifelé zárt társadalomhoz való tartozás révén öröklődik, amelyet pontatlanul "törzs"nek szokás nevezni (a térítés lehetetlensége, lemondás a misszióról).
A vezérlő isteni útmutatásokat a tagok közvetlenül átélik és rituális könyörgéssel eszközlik ki. A mítoszokba és szimbólumokba foglalt világértelmezések a papi vezetők titkos tudásának alkotják részét. Nagy hangsúlyt helyeznek a békés társas viselkedésre. 
Ha a teremtő isten eszméjét keressük, akkor az általában csak a mítoszokban játszik szerepet, hiszen a világ teremtése után visszavonult, és nincs közvetlen befolyása a jelenre. Nem tisztelik rendszeresen, és gyakran csak vészhelyzetekben hívják. Nem szentelnek szentélyeket neki. Nincs papi szervezet. Az istenkáromlás és eretnekség ismeretlen fogalmak.
E vallások legfontosabb kiindulópontja a transzcendens közvetlen élménye. Elterjedt gyakorlatok az áldozati rituálék, a böjtölés, a szándékos elszigetelődés vagy hallucinogén anyagok fogyasztása látomások létrehozása érdekében. Gyógyítók, varázslók, látnokok, sámánok vagy hasonlók közvetítenek az ember és az isteni világ vagy túlvilág között.
Az etnikai vallások a legrégibb vallások a világon. E vallásoknak –
az üdvtannal rendelkező vallásokkal szemben – az evilági célok elérése a központi célja, amihez megpróbálják elnyerni a természetfeletti erők, szellemek, istenek támogatását.

## Más vallások hozzáállása
A II. vatikáni zsinat nem keresztény vallásokkal kapcsolatos állásfoglalása a törzsi vallásokra is vonatkozik: A katolikus Egyház semmit nem utasít el abból, ami ezekben a vallásokban igaz és szent.